# Memoriale del genocidio di Kigali
Il Memoriale del genocidio di Kigali (in inglese Kigali Genocide Memorial, KGM) è un luogo della memoria situato nell'area urbana di Kigali, in Ruanda, istituito per commemorare il genocidio dei Tutsi in Ruanda nel 1994. Il memoriale si trova nel distretto di Gisozi.
Vi sono sepolti i resti di oltre 250 000 persone.
Il memoriale comprende un centro di accoglienza per studenti e chiunque sia interessato a comprendere gli eventi che portarono al genocidio del 1994 contro i tutsi, è un memoriale permanente per le vittime del genocidio e può fungere da luogo di sepoltura. È gestito da Aegis Trust e dal Consiglio comunale di Kigali.

## Posizione
Il memoriale e il centro commemorativo si trovano a Gisozi, a dieci minuti di auto dal centro di Kigali.
In Ruanda si trovano anche altri centri commemorativi: quelli di Murambi, Bisesero, Ntarama, Nyamata e Nyarubuye. Questo insieme a quelli di Murambi, Bisesero e Nyamata è stato iscritto nel 2023 nella lista dei patrimoni dell'umanità dell'UNESCO come parte della serie Siti memoriali del genocidio.

## Ragioni della presenza di un memoriale
Nell'aprile 1994 notizie di sistematiche uccisioni di massa all'interno del Ruanda cominciarono a filtrare e a circolare in tutto il mondo. Purtroppo poco è stato fatto per fermare il massacro. Esternamente il genocidio è stato presentato come violenza etnica tribale, tra perpetratori Hutu e vittime Tutsi. Non si sa esattamente quante persone siano state uccise: le stime variano da 500 000 a oltre un milione. Una stima verosimile del numero delle persone uccise si aggira intorno a 800 000.

## Storia

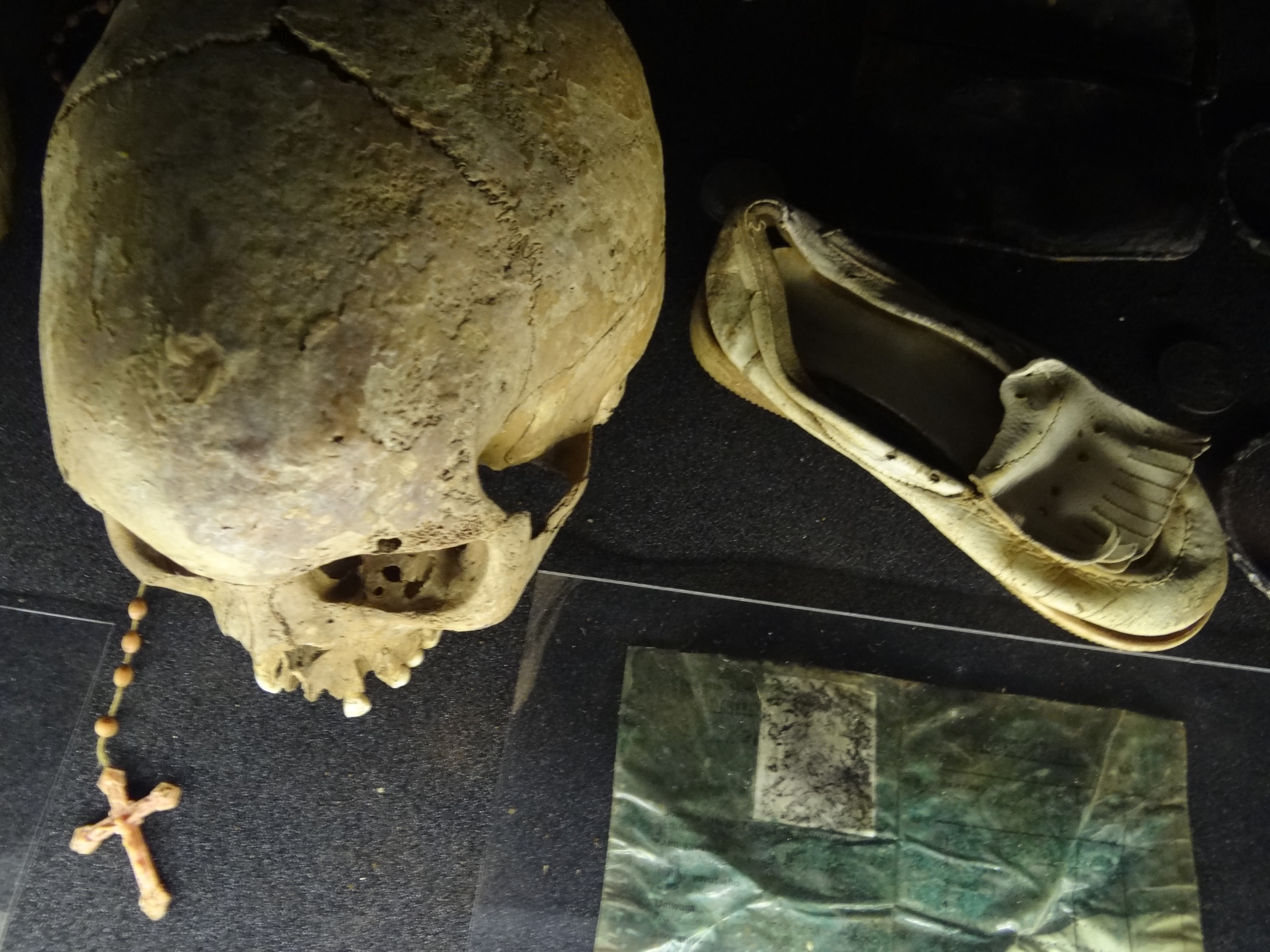
Teschio ed effetti personali di una vittima del genocidio, visibili al Memoriale.

Nel 2000 il Consiglio comunale di Kigali iniziò a costruire l'involucro di un edificio, che alla fine divenne il Centro memoriale. AEGIS è stata invitata a trasformare in realtà i desideri di costruire un centro. AEGIS TRUST ha quindi iniziato a raccogliere dati da tutto il mondo per creare i tre percorsi dell'esposizione. I testi sono stampato in tre lingue: inglese, francese e kinyarwanda. Progettato nel Regno Unito, l'allestimento è stato consegnato in Ruanda per l'installazione.
Questo centro commemorativo è uno dei sei principali centri istituiti in Ruanda per commemorare il genocidio dei tutsi ruandesi.
I resti delle persone qui sepolte sono stati raccolti da tutte le parti della capitale, dove erano stati lasciati nelle strade o gettati nei fiumi. Sono stati seppelliti insieme in gruppi di 100 000. Il memoriale delle vittime è stato inaugurato nel 1999.
La costruzione del centro iniziò quando il Consiglio comunale di Kigali e la Commissione nazionale per la lotta contro il genocidio commissionarono all'organizzazione di prevenzione Aegis Trust nel Regno Unito la creazione di un memoriale del genocidio a Kigali.
Nell'aprile 2004, in occasione del decimo anniversario del genocidio dei tutsi che ha dilaniato il Ruanda, il centro memoriale è stato inaugurato.
La risposta dei sopravvissuti al genocidio alla creazione del centro è stata inaspettata. Nella prima settimana più di 1 500 sopravvissuti hanno visitato ogni giorno il memoriale. Nei primi tre mesi dall'apertura del centro lo hanno visitato circa 60 000 persone di diversa provenienza. Più di 7 000 di questi visitatori provenivano dalla comunità internazionale.
Il 6 luglio 2016 a Kigali Benjamin Netanyahu ha visitato il memoriale di Gisozi dove giacciono in fosse comuni circa 250 000 delle 800 000 vittime del genocidio dei tutsi. In quest'occasione durante una conferenza stampa con Paul Kagame ha dichiarato: «Anche il mio popolo conosce il dolore del genocidio. È un legame unico, anche se è un legame che nessuno dei nostri popoli vuole avere».

## Descrizione

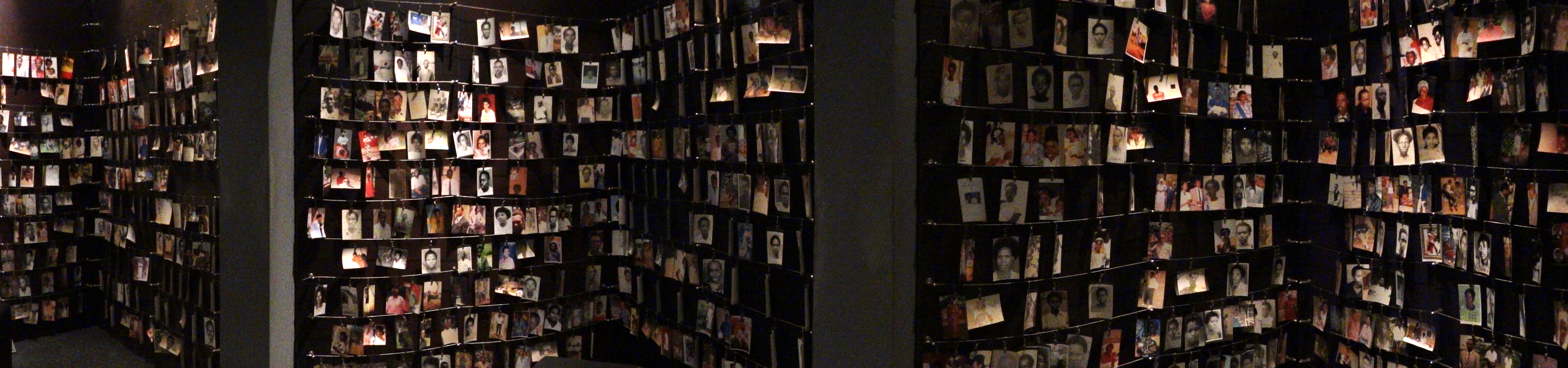
Foto delle vittime del genocidio.

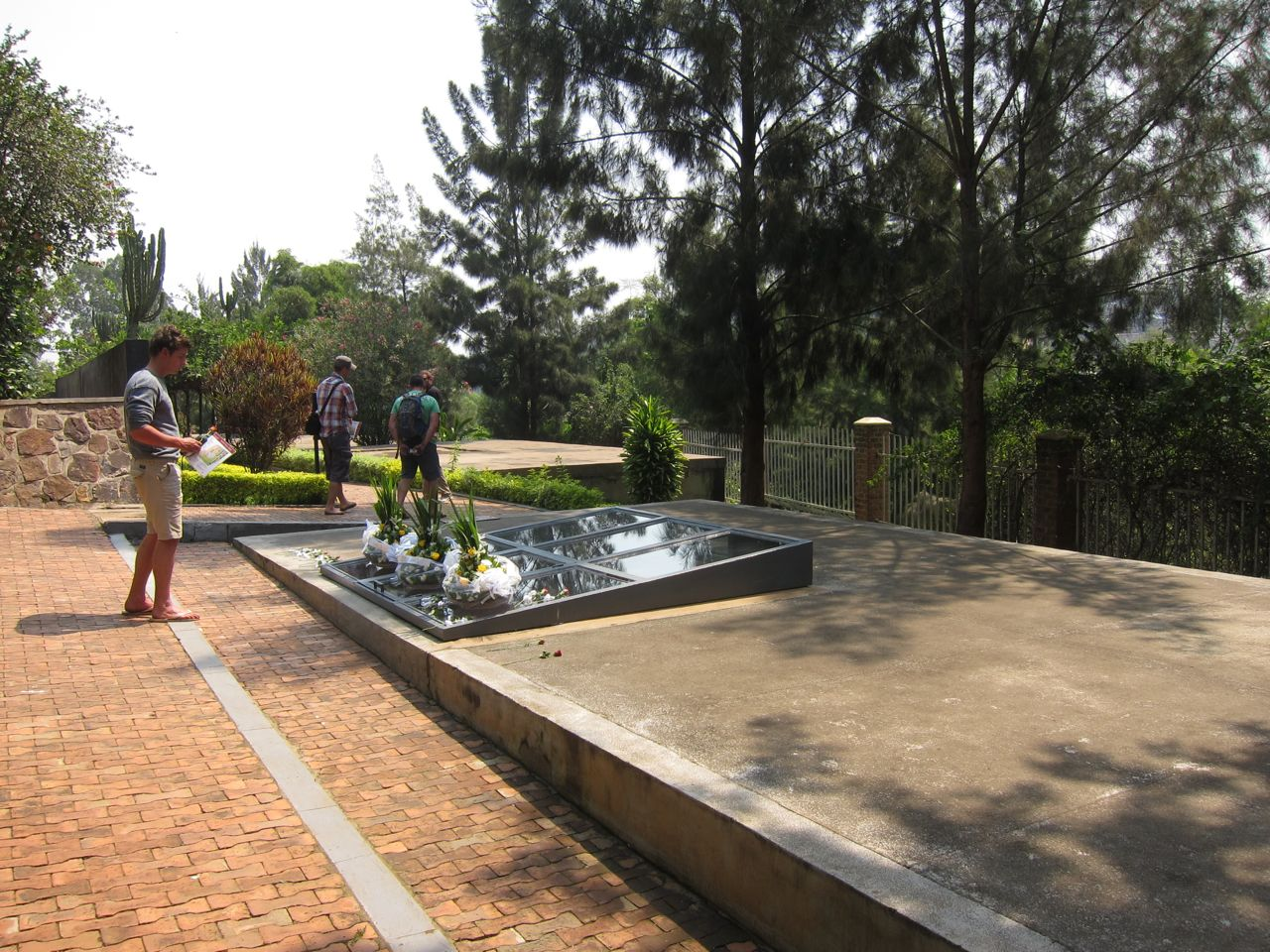
Sito memoriale delle vittime.

Il centro documenta il genocidio contro i tutsi, ma descrive anche la storia del Ruanda precedente all'evento. Vengono effettuati confronti anche con siti simili in Germania, Giappone e Bosnia ed Erzegovina. A differenza dell'ex-campo di concentramento di Auschwitz-Birkenau, il sito ruandese comprende resti umani e gli strumenti e le armi utilizzati nella loro distruzione.
Nella parte centrale del piano superiore il sito comprende tre mostre permanenti, la più grande raccolta di documenti sul genocidio del 1994 contro i tutsi, contribuendo a definire questo incubo nel contesto storico del Ruanda. C'è un memoriale per i bambini, con foto a grandezza naturale, accompagnate da dettagli intimi sui loro giocattoli preferiti, sulle loro ultime parole e su come sono stati uccisi. C'è anche una mostra sulla storia violenta del genocidio nel mondo. Il Genocide Education Center, i Memorial Gardens e il National Documentation Center hanno contribuito a rendere un vero tributo a coloro che sono morti e costituiscono un potente strumento educativo per le generazioni future.
Il Centro commemorativo di Kigali ha un valore internazionale: copre un argomento di notevole importanza a livello mondiale ed è progettato per coinvolgere e stimolare anche un visitatore straniero.
Il memoriale si conclude con delle sezioni sulle ricerche del tribunale internazionale di Arusha e dei tribunali gacaca (tribunali tradizionali diretti dagli anziani dei villaggi). I documenti mostrano registrazioni audiovisive e localizzazioni GPS a sostegno delle testimonianze dei sopravvissuti durante i processi Gacaca.
Il tour informativo audioguidato include anche informazioni sull'esperienza coloniale che divise i ruandesi. Man mano che la visita procede il materiale esposto diventa sempre più potente, poiché ci si confronta con i crimini che hanno avuto luogo qui e con i video delle testimonianze dei sopravvissuti.
La commissione del Consiglio comunale di Kigali ha trasformato il sito commemorativo, dove furono sepolte in fosse comuni fino a 250 000 vittime del genocidio contro i tutsi, in un centro commemorativo con mostra permanente a beneficio dei sopravvissuti e dei giovani. Aegis Trust gestisce il Memoriale del genocidio di Kigali e lo sviluppa con gli enti preposti all'istruzione scolastica.